# Troy, Indiana
Troy är en ort i Perry County i delstaten Indiana, USA.